# Aelurillus dubatolovi
Aelurillus dubatolovi là một loài nhện trong họ Salticidae.
Loài này thuộc chi Aelurillus. Aelurillus dubatolovi được Azarkina miêu tả năm 2003.